# Блафтон (Охајо)
Блафтон (енгл. Bluffton) град је у америчкој савезној држави Охајо.

## Демографија
По попису из 2010. године број становника је 4.125, што је 229 (5,9%) становника више него 2000. године.
| Група             | 2000.         | 2010.         |
| Белци             | 3.775 (96,9%) | 3.900 (94,5%) |
| Афроамериканци    | 30 (0,8%)     | 67 (1,6%)     |
| Азијати           | 21 (0,5%)     | 38 (0,9%)     |
| Хиспаноамериканци | 46 (1,2%)     | 63 (1,5%)     |
| Укупно            | 3.896         | 4.125         |